# Roger Pirenne
Roger Pirenne CICM (ur. 9 sierpnia 1934 w Clermont sur Berwinne, zm. 6 sierpnia 2023 w Jaunde) – belgijski duchowny rzymskokatolicki posługujący w Kamerunie, w latach 1999–2009 arcybiskup Bertoua.

## Życiorys
Święcenia kapłańskie przyjął 3 sierpnia 1958. 3 lutego 1994 został prekonizowany biskupem Batouri. Sakrę biskupią otrzymał 22 maja 1994. 3 czerwca 1999 objął urząd arcybiskupa Bertoua. 3 grudnia 2009 przeszedł na emeryturę.